# Goulien

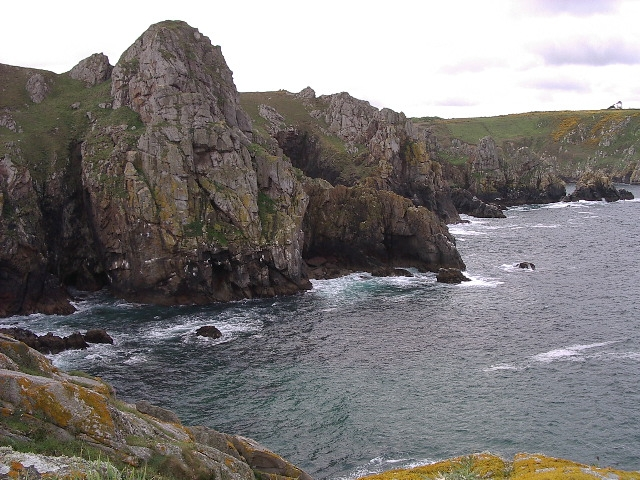

Goulien is een gemeente in het Franse departement Finistère (regio Bretagne) en telt 428 inwoners (1999). De plaats maakt deel uit van het arrondissement Quimper.

## Geografie
De oppervlakte van Goulien bedraagt 12,8 km², de bevolkingsdichtheid is 33,4 inwoners per km².
De onderstaande kaart toont de ligging van Goulien met de belangrijkste infrastructuur en aangrenzende gemeenten.

## Demografie
Onderstaande figuur toont het verloop van het inwonertal (bron: INSEE-tellingen).
1. ↑  Populations de référence 2022.